# تكريس

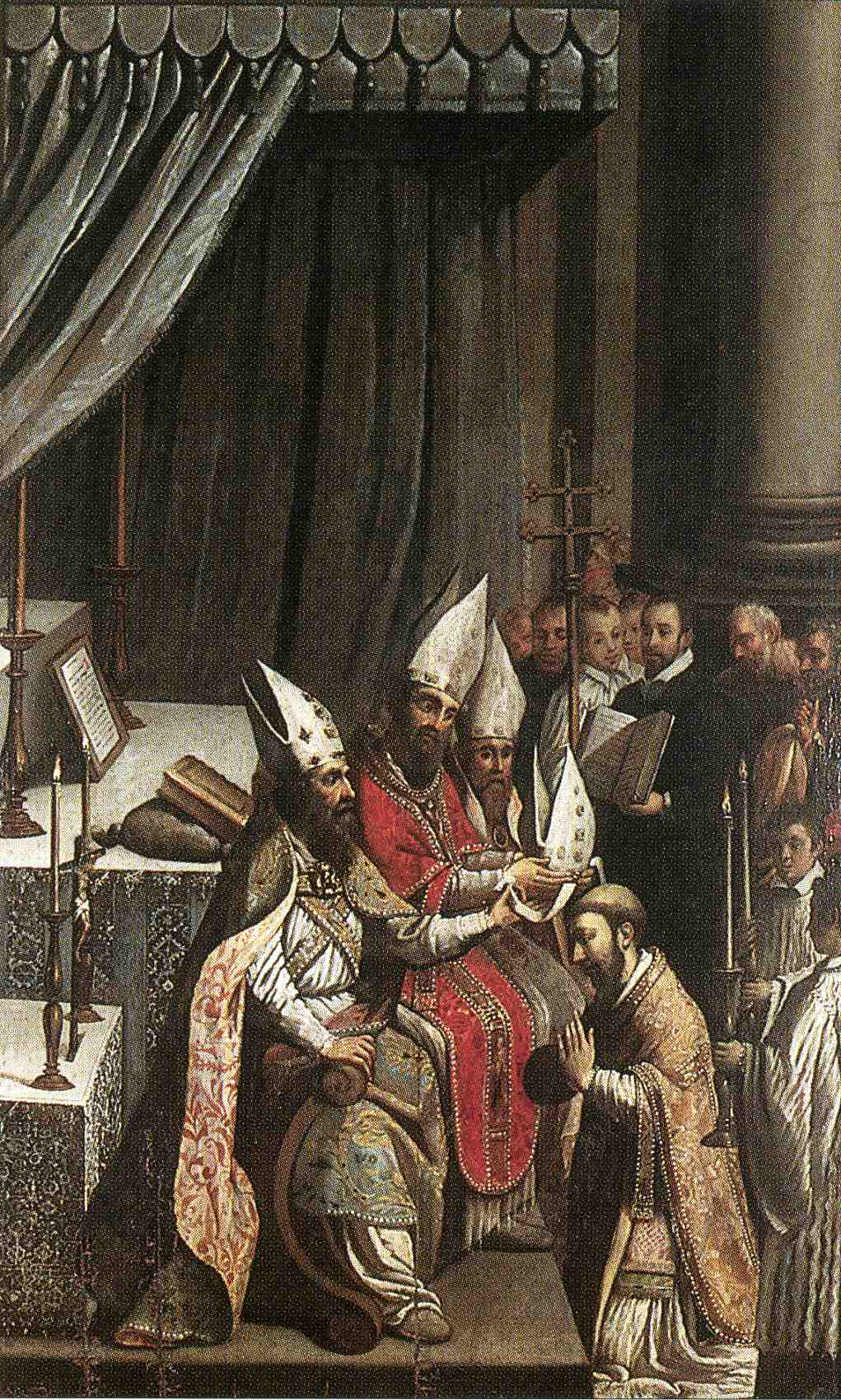
تكريس ديودات (1620، كلود باسوت).

التكريس (بالإنجليزية: Consecration)‏ هو الإخلاص الرسمي لغرض أو خدمة مميزة. كلمة التكريس تعني حرفياً «الارتباط بالمقدس». يمكن تكريس الأشخاص أو الأماكن أو الأشياء، ويستخدم المصطلح بطرق مختلفة من قبل مجموعات مختلفة. أصل الكلمة يأتي من الكلمة اللاتينية "consecrat"، والتي تعني مخصص ومخلص ومقدس. المرادف للتكريس هو التقديس، والنقيض المتميز هو التدنيس. وهو، أيضًا، فعل يتم بموجبه فصل شخص أو شيء عن الاستخدام الدنيوي أو المدنس وتكريسه بشكل دائم للمقدس من خلال الصلوات والطقوس والاحتفالات. وفي حين أن جميع الثقافات والأديان تقريبًا لها شكل من أشكال طقوس التطهير، يرتبط التكريس بشكل خاص بالمسيحية واليهودية.

## وصلات خارجية
- Consecration article in الموسوعة الكاثوليكية
- Consecration: The Human Side of Sanctification (ميثودية)
- Consecration of an Orthodox Church 6 pages of photos, الكنيسة الصربية الأرثوذكسية
- Photos of Consecration of Altar and Antimens in the الكنيسة الروسية الأرثوذكسية
- The Sanctification of Holy Chrism by the بطريركية القسطنطينية المسكونية
- Virginity article in Catholic Encyclopedia discussing Consecration of a Virgin
- Kumbhabhishekam by the Modern International Hindu Agamic Cultural Organisation